# Сан Пјетро а Мајда
Сан Пјетро а Мајда (итал. San Pietro a Maida) је насеље у Италији у округу Катанцаро, региону Калабрија.
Према процени из 2011. у насељу је живело 4019 становника. Насеље се налази на надморској висини од 319 м.

## Становништво
Према резултатима пописа становништва 2011. у општини је живело 4.298 становника.
| 1931. | 1936. | 1951. | 1961. | 1971. | 1981. | 1991. | 2001. | 2011. |
| ----- | ----- | ----- | ----- | ----- | ----- | ----- | ----- | ----- |
| 3.227 | 3.532 | 3.978 | 4.428 | 4.566 | 4.175 | 4.315 | 4.282 | 4.298 |